# Abacab
Abacab je jedenácté studiové album britské skupiny Genesis. Jeho nahrávání probíhalo od května do června 1981 ve studiu The Farm v Surrey v Anglii. Album produkovali členové skupiny Genesis a vyšlo v září 1981 u vydavatelství Charisma Records (UK), Atlantic (USA) a Vertigo (Jižní Amerika). V britském žebříčku UK Albums Chart se album umístilo na prvním místě a vydrželo zde 27 týdnů.

## Seznam skladeb
| Pořadí         | Název             | Délka |
| -------------- | ----------------- | ----- |
| 1.             | Abacab            | 7:02  |
| 2.             | No Reply at All   | 4:33  |
| 3.             | Me and Sarah Jane | 6:00  |
| 4.             | Keep It Dark      | 4:32  |
| 5.             | Dodo/Lurker       | 7:30  |
| 6.             | Who Dunnit?       | 3:23  |
| 7.             | Man on the Corner | 4:27  |
| 8.             | Like It or Not    | 4:57  |
| 9.             | Another Record    | 4:39  |
| Celková délka: | Celková délka:    | 47:10 |

## Obsazení
Genesis
- Phil Collins – bicí, perkuse, zpěv
- Mike Rutherford – kytara, baskytara
- Tony Banks – klávesy

Další hudebníci
- EWF Horns – dechové nástroje